# Nepal Telecom
Nepal Doorsanchar Company Ltd. (népalais : नेपाल दूरसञ्चार कम्पनी लिमिटेड) ou Nepal Telecom (népalais : नेपाल टेलिकम) est l’opérateur de télécommunications leader au Népal avec 27 millions d’abonnés GSM, 716 000 téléphones CDMA et 559 380 lignes RTC. Il est également connu comme le Népal Doorsanchar Company Limited (NdCl). Un monopole de l'ancien gouvernement, il a été converti en société anonyme publique le 14 avril 2004. Toutefois, à compter de janvier 2007, aucune action n'a été émise au public pour le moment. Nepal Telecom a été le seul fournisseur de services de téléphonie de base au Népal jusqu'à ce que United Telecom Limited commence à fournir ses services en 2003.